# Formica tomentosa
Formica tomentosa är en myrart som beskrevs av Gottfried Christian Reich 1793. Formica tomentosa ingår i släktet Formica och familjen myror. Inga underarter finns listade i Catalogue of Life.